# Chaetostrichella indica
Chaetostrichella indica is een vliesvleugelig insect uit de familie Trichogrammatidae. De wetenschappelijke naam is voor het eerst geldig gepubliceerd in 2009 door Hayat.